# Bourbier (La Réunion)
Pour les articles homonymes, voir Bourbier (homonymie).
Bourbier est un lieu-dit de l'île de La Réunion, département et région d'outre-mer français dans le sud-ouest de l'océan Indien. Il constitue un quartier de la commune de Saint-Benoît à l'est du centre-ville.
Le quartier se divise principalement en deux zones : 
- Bourbier les Bas, de la ravine Laborie jusqu'à la ravine l'Harmonie au nord et au chemin Montjol à l'ouest[1].
- Bourbier les Hauts, du chemin Montjol jusqu'à la Convenance à l'ouest, de la ravine Laborie au sud et au chemin Harmonie au Nord[2].

On y trouve l'école primaire publique Reine-Pitou et le collège privé Alexandre Monnet.
Le quartier du Bourbier est entouré par les quartiers de Beaulieu, La Convenance, l'Abondance, Beauvallon et le Centre-Ville.